# Bartłomiej Kotschedoff
Bartłomiej Kotschedoff (ur. 4 listopada 1987 w Stargardzie) – polski aktor.

## Życiorys
Urodził się w Stargardzie, przez pewien czas mieszkał we Włoszech. Po zdaniu matury zdał egzaminy wstępne i został przyjęty do Państwowej Wyższej Szkoły Teatralnej w Krakowie. W 2014, po ośmiu latach nauki, ukończył studia aktorskie.
Na małym ekranie zadebiutował rolą w serialu Majka w 2009, a na wielkim ekranie zadebiutował w 2016 w filmie Historia Roja, nagranym w latach 2009–2010. W realizowanej w latach 2015–2016 superprodukcji TVP, serialu fabularnym Bodo, wystąpił w roli Adolfa Dymszy, jednego z najpopularniejszych polskich aktorów okresu dwudziestolecia międzywojennego. Był współautorem scenariusza do filmu fabularnego Atak paniki (2017) (reż. Paweł Maślona), który otrzymał pozytywne recenzje krytyków.
Na scenie teatralnej zadebiutował w 2010 w teatrze szkolnym PWST w Krakowie. W 2013 otrzymał nagrodę za rolę Heinera w spektaklu „Pływalnia” na 31. Festiwalu Szkół Teatralnych w Łodzi.
W marcu 2018 był gościem Kuby Wojewódzkiego w talk-show stacji TVN Kuba Wojewódzki.

## Filmografia
| Rok       | Tytuł                                        | Rola                                        |
| --------- | -------------------------------------------- | ------------------------------------------- |
| 2009      | Pozdro cola (etiuda szkolna)                 |                                             |
| 2010      | Majka                                        | sprzedawca                                  |
| 2011      | Szpilki na Giewoncie                         | góral (odc. 23)                             |
| 2011      | Na dobre i na złe                            | Filip (odc. 461)                            |
| 2011      | Józef K. (etiuda szkolna)                    | kolega                                      |
| 2012      | Julia                                        | barman (odc. 119)                           |
| 2012      | Podróż z bagażem podręcznym (etiuda szkolna) | kolega                                      |
| 2013      | Skutki uboczne (etiuda szkolna)              | Paweł                                       |
| 2013      | Errata (etiuda szkolna)                      | parobek                                     |
| 2013      | Częstotliwość drgań                          | Wania (tylko głos)                          |
| 2014      | W piątek wieczorem (etiuda szkolna)          |                                             |
| 2014      | Piotrek (etiuda szkolna)                     | Adam                                        |
| 2014      | Letnie przesilenie                           | brat Buni                                   |
| 2014      | Hardkor Disko                                |                                             |
| 2014      | Berek                                        |                                             |
| 2015      | Zadanie elementarne (etiuda szkolna)         | on                                          |
| 2015      | W spirali                                    | Marek                                       |
| 2015      | O mnie się nie martw                         | Mariusz Broczyński (odc. 19, sezon II)      |
| 2015      | NDR                                          | Kamil                                       |
| 2015      | Historia Roja                                | Tadeusz „Kot” Skoczylas                     |
| 2016      | Druga szansa                                 | paparazzo (odc. 12, sezon II)               |
| 2016      | Bodo (serial)                                | Adolf Dymsza (odc. 2, 4–13)                 |
| 2016      | Bodo                                         | Adolf Dymsza                                |
| 2017      | Wojenne dziewczyny                           | Florek (odc. 7)                             |
| 2017      | Wataha                                       | człowiek Cinka (odc. 7, 9, 10, 11)          |
| 2017      | Komisarz Alex                                | Jakub, lokaj Przybyszów (odc. 123)          |
| 2018      | Atak paniki                                  | Miłosz                                      |
| 2018      | Zabawy w dom                                 | Jakiś Zenek                                 |
| 2018      | Kto napisze naszą historię                   | Lejb Goldin                                 |
| 2018      | Zabawa, zabawa                               | Janek                                       |
| 2018      | Kobiety mafii                                | policjant Daniel Galewicz                   |
| 2018      | Kobiety mafii (serial)                       | policjant Daniel Galewicz (odc. 1)          |
| 2018      | Kiedy zapaliliśmy świeczki (etiuda szkolna)  | wujek Marcin                                |
| 2018      | Nadchodzą zimni ogrodnicy                    | (głos)                                      |
| 2018–2019 | Pierwsza miłość                              | Rafał Mierczyk                              |
| 2019      | Wataha                                       | Smoliński (odc. 13–18)                      |
| 2019      | Sługi wojny (serial)                         | dziennikarz Jacek Hryniewicz (odc. 1–3)     |
| 2019      | Sługi wojny                                  | dziennikarz Jacek Hryniewicz                |
| 2019      | Pustostan                                    |                                             |
| 2019      | Mowa ptaków                                  | taksówkarz w Brodnicy                       |
| 2019      | Motyw                                        | młody Maksymilian Porębski (odc. 1–4, 7–10) |
| 2019      | Fighter                                      | człowiek Kokosa                             |
| 2019–2020 | Zawsze warto                                 | Rafał Wardecki, brat Marty                  |
| 2019–2021 | Zakochani po uszy                            | weterynarz Marcin Kosyniuk, przyjaciel Asi  |
| 2020      | W lesie dziś nie zaśnie nikt                 | opiekun obozu                               |
| 2020      | Noamia                                       | prokurator                                  |
| 2020      | Ludzie i bogowie                             | porucznik Brama „Kulawiec” (odc. 2)         |
| 2020      | Co robimy w zamknięciu                       | Michał (odc. 7, 8)                          |
| 2021      | Miłość do kwadratu                           | Szymon                                      |
| 2021      | Stulecie Winnych                             | Benito Gamelli, syn Andzi                   |
| 2021      | Komisarz Mama                                | Adrian Bogusławski (odc. 16)                |
| 2024      | Bokser                                       | Władek                                      |
| 2024      | Doppelgänger. Sobowtór                       | Ksiądz Jerzy Popiełuszko                    |
| 2024      | Gra z Cieniem                                | Porucznik Skalski                           |
| 2024      | Cud                                          | Wiesław                                     |
| 2024      | Wróbel                                       | Muzyk Dżery                                 |
| 2024      | Odwilż                                       | Krzysztof Trepa                             |